# Jabir ibn Abdullah
Jabir ibn ʿAbdullah ibn 'Amr ibn Haram al-Ansari (arabiska: جابر بن عبدالله بن عمرو بن حرام الأنصاري,), född omkring 607 i Medina, död 697 / 78 AH, var en framstående följeslagare till den islamiske profeten Muhammed. Han blev över 100 månår gammal och levde samtidigt som de fem första shiaimamerna. Han tillhörde imamernas speciella följeslagare och hade en viktig roll i att förmedla deras budskap. Han anses även vara en viktig återberättare av islamiska traditioner.
Han tillhörde Khazraj-familjen. Jabirs far, Abdullah ibn Amr, tillhörde de första som accepterade islam innan profetens utvandring från Mecka till Medina. Jabirs far deltog i Slaget vid Badr och stupade i Slaget vid Uhud.